# Provincia de Carolina del Sur
La provincia de Carolina del Sur (también conocida como la Colonia de Carolina del Sur) fue originalmente una parte de la provincia de Carolina en la América británica, la cual fue otorgada mediante una Carta Real a ocho Lords Proprietor en 1663. Más tarde, la provincia se
convirtió en el estado de EE. UU. de Carolina del Sur.

## Historia
Las Carolinas fueron nombradas por el rey Carlos II de Inglaterra. Derivado del latín Carolus, la colonia se llamó originalmente "Carolana", y la ortografía cambió con el tiempo a "Carolina". Charles Towne se estableció en la provincia en 1670. Originalmente una colonia propietaria, las Carolinas cayeron en un período de disensión, debido en parte a la negligencia de los herederos de los Lores Propietarios originales. Un desacuerdo sobre el gobierno de la provincia llevó a la designación de un vicepresidente para administrar la mitad norte de Carolina en 1691. La división entre Carolina del Norte y Carolina del Sur se completó en 1712.
La Guerra de Yamasee (1715-1717) asoló la colonia. Las quejas de que los propietarios no habían hecho lo suficiente para proteger a los colonos contra los indios en la Guerra de Yamasee, y contra los ataques de los vecinos españoles en la Guerra de la Reina Ana convenció a muchos en Carolina del Sur de la necesidad de poner fin a la regla de propiedad. En consecuencia, estalló una rebelión en contra de los propietarios en 1719. El Consejo, a petición de los vecinos de la colonia, hizo que el gobierno británico designase a un gobernador real para Carolina del Sur en 1720. 
Tras casi una década en la que el gobierno trató de localizar y comprar a los propietarios, Carolina del Sur y Carolina del Norte se convirtieron en colonias reales de la América británica en 1729.
Durante la guerra de Independencia de los Estados Unidos Lord Charles Montagu (1741-1784) fue el gobernador militar de la parte de la provincia en manos británicas desde 1776 hasta diciembre de 1782 cuando escapó a Nueva Escocia al igual que otros leales al Imperio Británico.